# هيو بومونت
هيو بومونت (بالإنجليزية: Hugh Beaumont)‏ مواليد 16 فبراير 1909 في كانساس، الولايات المتحدة - الوفاة 14 مايو 1982 في ميونخ، هو ممثل أمريكي بدأ مسيرته الفنية سنة 1940. امتدت مسيرته الفنية لأكثر من 32 عاما.

## الأعمال

### مسلسلات
- لاسي (1955)
- ليف إت تو بيفر (1957)
- لاسي (1966)
- ذا فيرجينيان (1966)
- مانيكس (1968) (بدور: فرانك أبوت)

## روابط خارجية
- هيو بومونت على موقع IMDb (الإنجليزية)
- هيو بومونت على موقع ألو سيني (الفرنسية)
- هيو بومونت على موقع تيرنر كلاسيك موفيز (الإنجليزية)
- هيو بومونت على موقع أول موفي (الإنجليزية)
- هيو بومونت على موقع قاعدة بيانات الأفلام السويدية (السويدية)
- هيو بومونت على موقع إن إن دي بي (الإنجليزية)
- هيو بومونت على موقع قاعدة بيانات الفيلم (الإنجليزية)
- هيو بومونت على موقع كينوبويسك (الروسية)